# Comté de Williams (Australie)
Pour les articles homonymes, voir Williams et Comté de Williams.
Le Comté de Williams est une zone d'administration locale au sud-est de l'Australie-Occidentale en Australie. Le comté est situé à 160 kilomètres au sud-est de Perth, la capitale de l'État. 
Le centre administratif du comté est la ville de Williams.
Le comté est divisé en un certain nombre de localités :
- Williams
- Boraning
- Congelin
- Culbin
- Narrakine
- Quindanning

Le comté a 7 conseillers locaux et n'est plus divisé en circonscriptions.